# Isotopes du gadolinium
Le gadolinium (Gd, numéro atomique 64) possède 36 isotopes connus, de nombre de nombre de masse variant de 134 à 169 ainsi que 10 isomères nucléaires. Parmi ces isotopes, six sont stables, 154Gd, 155Gd, 156Gd, 157Gd, 158Gd et 160Gd ; ils constituent avec le radioisotope primordial 152Gd  la totalité du gadolinium naturel. Le plus abondant est 158Gd (24,84 %), l'isotope stable le moins abondant est 154Gd (2,18 %), et 152Gd constitue 0,2 % du gadolinium naturel. On attribue donc au gadolinium une masse atomique standard de 157,25(3) u.
Outre le radioisotope naturel 152Gd, le gadolinium possède de nombreux radioisotopes artificiels avec de longues ou moyennes demi-vies. Le plus stable d'entre eux est 150Gd (1,79 Ma), suivi de 148Gd (86,9 a), 153Gd (240,4 j), 151Gd (124 j), 146Gd (48,27 j), 149Gd (9,28 j), 147Gd (38,1 h), et 159Gd (18,5 h). Les autres radioisotopes ont tous une demi-vie inférieure à 23 minutes, et la plupart inférieure à trente secondes.
Les 10 isomères nucléaires ont en revanche des demi-vies courtes, toutes inférieures à deux minutes, le plus stable étant 143mGd (t1/2 de 110 secondes).
Les radioisotopes de nombre de masse strictement inférieur à 146 (ainsi que 147Gd et 149Gd) se désintègrent principalement par émission de positron (β+) en isotopes de l'europium. Les radioisotopes intermédiaires (146 ≤ A < 154) se désintègrent eux principalement, soit par capture électronique (146Gd, 151Gd et 153Gd), également en isotopes de l'europium, soit par radioactivité α (148Gd, 150Gd 152Gd) en isotopes du samarium. Les radioisotopes les plus lourds (A > 158) se désintègrent eux principalement par désintégration β− en isotopes du terbium.

## Isotopes notables

### Gadolinium naturel
Le gadolinium naturel est constitué des six isotopes stables 154Gd, 155Gd, 156Gd, 157Gd, 158Gd et 160Gd et du radioisotope primordial 152Gd (qui se désintègre par radioactivité α avec une demi-vie de 1,08 × 1014 années). 160Gd est techniquement capable de double désintégration bêta, mais elle n'a pour l'instant jamais été observée, seule une borne inférieure pour sa demi-vie, 1,3 × 1021 années (environ mille milliards de fois l'âge de l'univers), a été déterminée expérimentalement. 154Gd et 155Gd sont également soupçonnés de se désintégrer par radioactivité α.
| Isotope | Abondance (pourcentage molaire) |
| ------- | ------------------------------- |
| 152Gd   | 0,20 (1) %                      |
| 154Gd   | 2,18 (3) %                      |
| 155Gd   | 14,80 (12) %                    |
| 156Gd   | 20,47 (9) %                     |
| 157Gd   | 15,65 (2) %                     |
| 158Gd   | 24,84 (7) %                     |
| 160Gd   | 21,86 (19) %                    |

### Gadolinium 150
Avec une demi-vie de 1,79 Ma, le gadolinium 150 est une des radioactivités éteintes. Son isotope-fils est le samarium 146 qui est également une radioactivité éteinte avec une demi-vie de 92,0 Ma et qui se décompose en néodyme 142, stable.

### Gadolinium 153
Le gadolinium 153 (153Gd) est l'isotope du gadolinium dont le noyau est constitué de 64 protons et de 89 neutrons. C'est un radioisotope artificiel se désintégrant par capture électronique en europium 153, avec une demi-vie de 240 jours, émettant une radiation gamma avec de forts pics à 41 et 102 keV dans le procédé. Il peut être utilisé comme source de rayons gamma en absorptiométrie par rayons X, pour le test de la densité osseuse dans la surveillance de l'ostéoporose, ainsi que pour le profilage radiométrique du système d'imagerie à rayons X portable Lixiscope (Lixi Profiler).

## Table des isotopes
| Symbole de l'isotope | Z (p)                | N (n)                | Masse isotopique (u) | Demi-vie       | Mode(s) de désintégration, | Isotope(s)-fils | Spin nucléaire |
| Symbole de l'isotope | Énergie d'excitation | Énergie d'excitation | Énergie d'excitation | Demi-vie       | Mode(s) de désintégration, | Isotope(s)-fils | Spin nucléaire |
| -------------------- | -------------------- | -------------------- | -------------------- | -------------- | -------------------------- | --------------- | -------------- |
| 134Gd                | 64                   | 70                   | 133,95537(43)#       | 0,4# s         |                            |                 | 0+             |
| 135Gd                | 64                   | 71                   | 134,95257(54)#       | 1,1(2) s       |                            |                 | 3/2-           |
| 136Gd                | 64                   | 72                   | 135,94734(43)#       | 1# s [>200 ns] | β+                         | 136Eu           |                |
| 137Gd                | 64                   | 73                   | 136,94502(43)#       | 2,2(2) s       | β+                         | 137Eu           | 7/2+#          |
| 137Gd                | 64                   | 73                   | 136,94502(43)#       | 2,2(2) s       | β+, p (rare)               | 136Sm           | 7/2+#          |
| 138Gd                | 64                   | 74                   | 137,94012(21)#       | 4,7(9) s       | β+                         | 138Eu           | 0+             |
| 138mGd               | 2232,7(11) keV       | 2232,7(11) keV       | 2232,7(11) keV       | 6(1) µs        |                            |                 | (8-)           |
| 139Gd                | 64                   | 75                   | 138,93824(21)#       | 5,7(3) s       | β+                         | 139Eu           | 9/2-#          |
| 139Gd                | 64                   | 75                   | 138,93824(21)#       | 5,7(3) s       | β+, p (rare)               | 138Sm           | 9/2-#          |
| 139mGd               | 250(150)# keV        | 250(150)# keV        | 250(150)# keV        | 4,8(9) s       |                            |                 | 1/2+#          |
| 140Gd                | 64                   | 76                   | 139,93367(3)         | 15,8(4) s      | β+                         | 140Eu           | 0+             |
| 141Gd                | 64                   | 77                   | 140,932126(21)       | 14(4) s        | β+ (99,97 %)               | 141Eu           | (1/2+)         |
| 141Gd                | 64                   | 77                   | 140,932126(21)       | 14(4) s        | β+, p (0,03 %)             | 140Sm           | (1/2+)         |
| 141mGd               | 377,8(2) keV         | 377,8(2) keV         | 377,8(2) keV         | 24,5(5) s      | β+ (89 %)                  | 141Eu           | (11/2-)        |
| 141mGd               | 377,8(2) keV         | 377,8(2) keV         | 377,8(2) keV         | 24,5(5) s      | TI (11 %)                  | 141Gd           | (11/2-)        |
| 142Gd                | 64                   | 78                   | 141,92812(3)         | 70,2(6) s      | β+                         | 142Eu           | 0+             |
| 143Gd                | 64                   | 79                   | 142,92675(22)        | 39(2) s        | β+                         | 143Eu           | (1/2)+         |
| 143Gd                | 64                   | 79                   | 142,92675(22)        | 39(2) s        | β+, α (rare)               | 139Pm           | (1/2)+         |
| 143Gd                | 64                   | 79                   | 142,92675(22)        | 39(2) s        | β+, p (rare)               | 142Sm           | (1/2)+         |
| 143mGd               | 152,6(5) keV         | 152,6(5) keV         | 152,6(5) keV         | 110,0(14) s    | β+                         | 143Eu           | (11/2-)        |
| 143mGd               | 152,6(5) keV         | 152,6(5) keV         | 152,6(5) keV         | 110,0(14) s    | β+, α (rare)               | 139Pm           | (11/2-)        |
| 143mGd               | 152,6(5) keV         | 152,6(5) keV         | 152,6(5) keV         | 110,0(14) s    | β+, p (rare)               | 142Sm           | (11/2-)        |
| 144Gd                | 64                   | 80                   | 143,92296(3)         | 4,47(6) min    | β+                         | 144Eu           | 0+             |
| 145Gd                | 64                   | 81                   | 144,921709(20)       | 23,0(4) min    | β+                         | 145Eu           | 1/2+           |
| 145mGd               | 749,1(2) keV         | 749,1(2) keV         | 749,1(2) keV         | 85(3) s        | TI (94,3 %)                | 145Gd           | 11/2-          |
| 145mGd               | 749,1(2) keV         | 749,1(2) keV         | 749,1(2) keV         | 85(3) s        | β+ (5,7 %)                 | 145Eu           | 11/2-          |
| 146Gd                | 64                   | 82                   | 145,918311(5)        | 48,27(10) j    | CE                         | 146Eu           | 0+             |
| 147Gd                | 64                   | 83                   | 146,919094(3)        | 38,06(12) h    | β+                         | 147Eu           | 7/2-           |
| 147mGd               | 8587,8(4) keV        | 8587,8(4) keV        | 8587,8(4) keV        | 510(20) ns     |                            |                 | (49/2+)        |
| 148Gd                | 64                   | 84                   | 147,918115(3)        | 86,9(39) a     | α                          | 144Sm           | 0+             |
| 149Gd                | 64                   | 85                   | 148,919341(4)        | 9,28(10) j     | β+                         | 149Eu           | 7/2-           |
| 149Gd                | 64                   | 85                   | 148,919341(4)        | 9,28(10) j     | α (4,34×10−4%)             | 145Sm           | 7/2-           |
| 150Gd                | 64                   | 86                   | 149,918659(7)        | 1,79(8)×106 a  | α                          | 146Sm           | 0+             |
| 151Gd                | 64                   | 87                   | 150,920348(4)        | 124(1) j       | CE                         | 151Eu           | 7/2-           |
| 151Gd                | 64                   | 87                   | 150,920348(4)        | 124(1) j       | α (10−6%)                  | 147Sm           | 7/2-           |
| 152Gd                | 64                   | 88                   | 151,9197910(27)      | 1,08(8)×1014 a | α                          | 148Sm           | 0+             |
| 153Gd                | 64                   | 89                   | 152,9217495(27)      | 240,4(10) j    | CE                         | 153Eu           | 3/2-           |
| 153m1Gd              | 95,1737(12) keV      | 95,1737(12) keV      | 95,1737(12) keV      | 3,5(4) µs      |                            |                 | (9/2+)         |
| 153m2Gd              | 171,189(5) keV       | 171,189(5) keV       | 171,189(5) keV       | 76,0(14) µs    |                            |                 | (11/2-)        |
| 154Gd                | 64                   | 90                   | 153,9208656(27)      | Observé stable | Observé stable             | Observé stable  | 0+             |
| 155Gd                | 64                   | 91                   | 154,9226220(27)      | Observé stable | Observé stable             | Observé stable  | 3/2-           |
| 155mGd               | 121,05(19) keV       | 121,05(19) keV       | 121,05(19) keV       | 31,97(27) ms   | TI                         | 155Gd           | 11/2-          |
| 156Gd                | 64                   | 92                   | 155,9221227(27)      | Stable         | Stable                     | Stable          | 0+             |
| 156mGd               | 2137,60(5) keV       | 2137,60(5) keV       | 2137,60(5) keV       | 1,3(1) µs      |                            |                 | 7-             |
| 157Gd                | 64                   | 93                   | 156,9239601(27)      | Stable         | Stable                     | Stable          | 3/2-           |
| 158Gd                | 64                   | 94                   | 157,9241039(27)      | Stable         | Stable                     | Stable          | 0+             |
| 159Gd                | 64                   | 95                   | 158,9263887(27)      | 18,479(4) h    | β−                         | 159Tb           | 3/2-           |
| 160Gd                | 64                   | 96                   | 159,9270541(27)      | Observé stable | Observé stable             | Observé stable  | 0+             |
| 161Gd                | 64                   | 97                   | 160,9296692(29)      | 3,646(3) min   | β−                         | 161Tb           | 5/2-           |
| 162Gd                | 64                   | 98                   | 161,930985(5)        | 8,4(2) min     | β−                         | 162Tb           | 0+             |
| 163Gd                | 64                   | 99                   | 162,93399(32)#       | 68(3) s        | β−                         | 163Tb           | 7/2+#          |
| 164Gd                | 64                   | 100                  | 163,93586(43)#       | 45(3) s        | β−                         | 164Tb           | 0+             |
| 165Gd                | 64                   | 101                  | 164,93938(54)#       | 10,3(16) s     | β−                         | 165Tb           | 1/2-#          |
| 166Gd                | 64                   | 102                  | 165,94160(64)#       | 4,8(10) s      | β−                         | 166Tb           | 0+             |
| 167Gd                | 64                   | 103                  | 166,94557(64)#       | 3# s           | β−                         | 167Tb           | 5/2-#          |
| 168Gd                | 64                   | 104                  | 167,94836(75)#       | 300# ms        | β−                         | 168Tb           | 0+             |
| 169Gd                | 64                   | 105                  | 168,95287(86)#       | 1# s           | β−                         | 169Tb           | 7/2-#          |

1. ↑  En gras pour les isotopes avec des demi-vies plus grandes que l'âge de l'univers (presque stables).
2. ↑  Abréviations :
CE : capture électronique ;
TI : transition isomérique.
3. ↑  Isotopes stables en gras.
4. ↑  Théoriquement capable aussi de double désintégration β+β+ pour donner 148Sm
5. ↑  Théoriquement capable aussi de double désintégration β+β+ pour donner 150Sm
6. ↑  Radionucléide primordial.
7. ↑  Théoriquement capable aussi de double désintégration β+β+ pour donner 152Sm
8. ↑  Théoriquement capable de désintégration α pour donner 150Sm.
9. 1 2 3 4 5 6  Produit de fission.
10. ↑  Théoriquement capable de désintégration α pour donner 151Sm.
11. 1 2 3  Théoriquement capable de fission spontanée.
12. ↑  Théoriquement capable de double désintégration β−β− pour donner 160Dy avec une demi-vie supérieure à 1,3×1021 années.